# MGM Records
Pour l’article homonyme, voir MGM.
MGM Records est un label discographique américain, actif entre 1946 et 1982 jusqu'à sa fusion avec PolyGram, créé  par la Metro-Goldwyn-Mayer afin de diffuser les bandes originales de ses films musicaux. MGM Records est ensuite devenu un label de musique pop, jusqu'aux années 1970.

## Histoire

### Bandes-sons
Leur première bande originale est celle de La Pluie qui chante, un film sorti en 1946 basé sur la vie du compositeur Jerome Kern. Il s'agit du premier album de bande originale d'un film en prise de vue réelle, publié à l'origine sous la forme d'un ensemble de quatre disques 78 tours de 10 pouces. Comme dans de nombreux albums de bandes originales de la MGM, seules huit sélections du film ont été incluses dans la version originale de l'album. Afin de faire tenir les chansons sur les faces des disques, le matériel musical a dû être édité et manipulé. Comme il n'y avait pas encore de bande magnétique, le producteur de disques devait copier des segments à partir des disques de lecture utilisés sur le plateau, puis les copier et les recopier d'un disque à l'autre, en ajoutant des transitions et des fondus enchaînés jusqu'à ce que le master final soit créé.
Parmi les albums de bandes originales les plus réussis de la MGM figurent ceux des films Vive l'amour (version 1947), Parade de printemps, Annie, la reine du cirque, Chantons sous la pluie, Show Boat (version 1951), Tous en scène, Les Sept Femmes de Barbe-Rousse et Gigi. Lorsque le film Le Magicien d'Oz, sorti en 1939, est diffusé pour la première fois à la télévision en 1956 (par CBS), le label publie un album de bandes sonores composé de chansons et d'extraits de dialogues enregistrés directement à partir du film, comme il l'avait fait avec son disque de musique et de dialogues de Quo Vadis en 1951. Aba Daba Honeymoon, interprété par Debbie Reynolds et Carleton Carpenter dans le film Les Heures tendres, devient le premier single de bandes sonores à connaître un succès national, se vendant à un million d'exemplaires et se classant à la troisième place.
En 1950, la bande magnétique est perfectionnée pour l'enregistrement. Cela permet d'améliorer considérablement la qualité du son sur les albums long play (LP) à partir de 1951. Comme dans le cas des films non musicaux, Rhino Records, qui a obtenu les droits sur les bandes originales de la MGM (propriété de Turner Entertainment Co.) dans les années 1990, a publié des versions plus longues de leurs albums de films musicaux, contenant la quasi-totalité des chansons et de la musique. La licence de Rhino expire fin 2011 et les albums édités par Rhino sont supprimés. Warner Bros. est désormais propriétaire des bandes originales MGM éditées par MGM Records et l'unité WaterTower Music de Warner Bros. détient désormais les droits d'édition des bandes originales MGM.

### Fabrication de disques
MGM a exploité sa propre usine de fabrication de disques à Bloomfield, dans le New Jersey, de 1947 à 1972, pressant non seulement ses propres disques, mais aussi un grand nombre de travaux en sous-traitance pour d'autres maisons de disques, y compris Atlantic Records. Pendant plusieurs années, à la fin des années 1940 et au début des années 1950, la MGM exploite une entreprise de syndication radio, produisant The MGM Theater of the Air et une variété d'autres séries basées sur des films inactifs tels que Dr. Kildare, Andy Hardy, Maisie et Crime Does Not Pay. L'usine de pressage de disques de la MGM fabriquait également les transcriptions électriques utilisées pour distribuer les émissions aux stations locales. La division de fabrication de disques est fermée lorsque MGM Records est vendue à PolyGram, après quoi les anciens concurrents de MGM commencent à fabriquer des disques édités par MGM.

### En tant que label de pop
La MGM est entrée avec succès dans l'ère du rock 'n' roll avec de nombreux succès enregistrés par Connie Francis, Herman's Hermits, the Animals, the Cowsills, Lou Christie, the Osmonds et Jimmy Jones, chanteur de la filiale Cub, dont les succès sont enregistrés par la MGM au Royaume-Uni. La chanteuse pop pré-rock Joni James et le chanteur country Conway Twitty ont également obtenu des succès sur les palmarès du rock and roll. Le titre There Goes My Heart de Joni James, sorti en 1958, est présenté comme le premier 45 tours à être publié en stéréophonie. Bien qu'il s'agisse du premier single stéréo à sortir des grandes labels, devançant de quelques jours seulement la sortie chez RCA Victor de Love Makes the World Go 'Round de Perry Como, le single est sorti en septembre 1958, alors que les premiers 45 tours à sortir en son stéréophonique ont été publiés par Bel Canto Records en juin 1958,.